# میان پیلون
میان پیلون، روستایی از توابع بخش مرکزی شهرستان گتوند در استان خوزستان ایران است.

## جمعیت
این روستا در دهستان کیارس قرار دارد و براساس سرشماری مرکز آمار ایران در سال ۱۳۸۵، جمعیت آن ۲۷۶ نفر (۵۱خانوار) بوده‌است.